# Утоптала стежечку
«Утопта́ла сте́жечку» — вірш Тараса Шевченка, написаний 1848 року на острові Косарал.

## Автографи
Відомо декілька автографів твору:
- чистовий автограф у «Малій книжці»[1];
- список рукою П. О. Куліша з автографа, надісланого Шевченком для А. М. Маркевича[2];
- список рукою М. К. Шмідгофа з автографа в альбомі К. Б. Піунової[3];
- чистовий автограф у «Більшій книжці»[4];
- чистовий автограф, подарований Шевченком І. Л. Грінберг[5][6].

Автограф у «Малій книжці» датується серед творів 1848 року та часом зимівлі Аральської описової експедиції у 1848—1849 роках на Косаралі, орієнтовно: кінець вересня — грудень 1848 року, Косарал. Автограф, з якого вірш переписано до «Малої книжки», не відомий.
До «Малої книжки» Шевченко переніс твір під № 49 у восьмому зшитку за 1848 рік орієнтовно наприкінці 1849-го — на початку 1850 року (очевидно, до арешту поета 23 квітня). На початку січня 1858 року, очевидно 4 січня, в Нижньому Новгороді, повертаючись із заслання, Шевченко переписав, найімовірніше з «Малої книжки», вірші «Утоптала стежечку…» та «Навгороді коло броду…» і надіслав з листом П. О. Кулішеві з проханням передати їх А. М. Маркевичу: «Передай оці дві пісні Маркевичу, чи не вчистив би він на їх ноту». Лист Шевченка не зберігся. Уривок з нього та тексти Шевченкових поезій П. О. Куліш навів у листі до А. М. Маркевича.
26 січня 1858 року, в Нижньому Новгороді, Шевченко переписав вірш, очевидно, так само з «Малої книжки» зі змінами в рядках 9, 15 до альбому К. Б. Піунової.
Текст відомий з копії М. К. Шмідгофа, знятої з автографа на склі. Під текстом вірша — підпис: «Т. Шевченко» і дата запису в альбомі: «1858, 26 генваря». На наступному аркуші написано: «Оригинал находится у Екатерины Борисовны фон Шмидгоф (урожденной Пиуновой), в альбоме написаними собственноручно Т. Г. Шевченко. Копию писал М. К. Шмидгоф. Харьков, апреля 18-е дня 1862 года».
У 1858 році, не раніше 18 березня і не пізніше 22 листопада, Шевченко переніс вірш з «Малої книжки» до «Більшої книжки», зробивши те саме виправлення в рядку 15, що і при переписуванні до альбому К. Б. Піунової, а також виправивши рядок 18. В рядку 3 він закреслив описку.
Найімовірніше 1858 року, в Петербурзі, Шевченко скопіював з «Більшої книжки» вірш для співачки І. Л. Грінберг. Автограф на окремому аркуші. Вгорі над текстом — дарчий напис «Изе Гринберг». Розходжень з текстом «Більшої книжки» нема.

## Історія видань
Вперше надруковано в перекладі російською мовою О. М. Плещеєва у виданні: «Кобзарь Тараса Шевченка: В переводе русских поэтов» (СПб., 1860 рік, стор. 188–189).
Мовою оригіналу вперше надруковано за «Більшою книжкою» з відхиленням у рядку 17 («Отакая дівчина» замість «Отака я дівчина») у виданні: «Кобзарь Тараса Шевченка / Коштом Д. Е. Кожанчикова» (СПб., 1867 рік, стор. 486) і того ж року за цим виданням у книжці: «Поезії Тараса Шевченка» (Львів, 1867 рік, том 2, стор. 240).

## Мотиви
Вірш є стилізацією за ритмічним взірцем народної жартівливої пісні «Ой ходила дівчина бережком…». Близькість Шевченкового твору до народної поезії відзначив П. О. Куліш у листі до поета від 20 січня 1858 року, написаному після одержання віршів «Утоптала стежечку…» та «Навгороді коло броду…»:
Пісні твої дуже гарні. Невже обидві ти сам скомпонував? „Дудá“ (тобто „Утоптала стежечку…“) наче мені знакома
В листі від 26 січня 1858 року Шевченко пояснив:
Заграй мені, дуднику,
На дуду:
Нехай своє лишенько
Забуду.
Оце тілько не моє, а то вся пісня моя
Поет мав на увазі строфу з народної пісні «Ой ходила дівчина бережком…»:
Заграй мені, дударику, на дуду,
Тепер же я своє горе забуду
Проте і попередні рядки з Шевченкового вірша дуже близькі до цієї пісні:
За три копи селезня продала,
І за копу дударика найняла
Уривок з пісні «Ой ходила дівчина бережком…» Шевченко наводить у листі до Ф. М. Лазаревського (орієнтовна дата — жовтень — грудень 1852 року) та у повісті «Близнецы».

## Переклади
- Російською мовою — переклад М. Ушакова «Протоптала тропочку» (1948).

## Інтерпретації

### У музиці
- солоспів із супроводом фортепіано Леоніда Бакалова «Утоптала стежечку» (в перекладі М. Ушакова — «Протоптала тропочку», 1948);
- композиція для хору Євген Козак «Утоптала стежечку» (1970);
- романс Владислава Заремби «Утоптала стежечку»;
- пісня Гордія Гладкого;
- композиція для хору Філарета Колесси «Утоптала стежечку»;
- композиція Андрія Шкургана «Утоптала Стежечку»[7].
- пісня Сергія Ярунського, 2024 рік.